# Misión Tacaaglé
Misión Tacaaglé é um município da Argentina, localizada na província de Formosa.